# Alexander Wiktorowitsch Rjasankin
Alexander Wiktorowitsch Rjasankin (russisch Александр Викторович Рязанкин; * 21. Juli 1949) ist ein ehemaliger sowjetischer Ruderer, der 1970 Weltmeisterschaftszweiter mit dem sowjetischen Achter war.

## Sportliche Karriere
Der 1,90 m große Alexander Rjasankin rückte 1970 in den sowjetischen Achter. Bei den Weltmeisterschaften 1970 in St. Catharines siegte der Achter aus der DDR vor dem sowjetischen Achter mit Nikolai Sumatoschin, Alexander Martyschkin, Alexander Rjasankin, Wiktor Melnikow, Benjaminas Natsevičius, Mindaugas Vaitkus, Wiktor Lewschin, Alexander Wyssozki und Steuermann Wiktor Michejew.
Zwei Jahre später waren bei den Olympischen Spielen 1972 in München von den Weltmeisterschaftszweiten außer Rjasankin noch Martyschkin und Michejew im Achter dabei. es siegten die Neuseeländer, dahinter gewann der US-Achter Silber vor dem Boot aus der DDR. Mit fast drei Sekunden Rückstand auf das Boot aus der DDR erreichten die sowjetischen Ruderer den vierten Platz vor dem Boot aus der Bundesrepublik Deutschland. Seine letzte internationale Medaille erhielt Rjasankin bei den Europameisterschaften 1973, als er mit dem sowjetischen Achter den dritten Platz hinter den Booten aus der DDR und aus der Tschechoslowakei belegte.